# Kazuhiro Murata
Kazuhiro Murata (村田 一弘?, Murata Kazuhiro; Prefettura di Nagasaki, 12 maggio 1969) è un ex calciatore giapponese, di ruolo difensore.